# 奎屯区
奎屯区（俄语：Куйтунский район）是俄罗斯联邦伊尔库茨克州下辖的一个区，其行政中心为奎屯。据2016年统计，该区的人口为29001人。